# Louis Pierre d'Hubert
Pour les articles homonymes, voir D'Hubert.
Louis Pierre d'Hubert est un homme politique français né le 12 janvier 1780 à Bayonvillers (Somme) et décédé le 14 juin 1848 à Paris.
Propriétaire, maire du 5e arrondissement de Paris, il est député de la Seine de 1839 à 1842, siégeant dans la majorité soutenant les ministères de la Monarchie de Juillet.

## Source
- « Louis Pierre d'Hubert », dans Adolphe Robert et Gaston Cougny, Dictionnaire des parlementaires français, Edgar Bourloton, 1889-1891 [détail de l’édition]